# Forêt de Dioré
Pour les articles homonymes, voir Dioré.
La forêt de Dioré est une forêt de l'île de La Réunion, département d'outre-mer français dans le sud-ouest de l'océan Indien. Elle est entièrement située sur le territoire de la commune de Saint-André et pour partie au sein du cœur du parc national de La Réunion.